# Jutta Ebeling

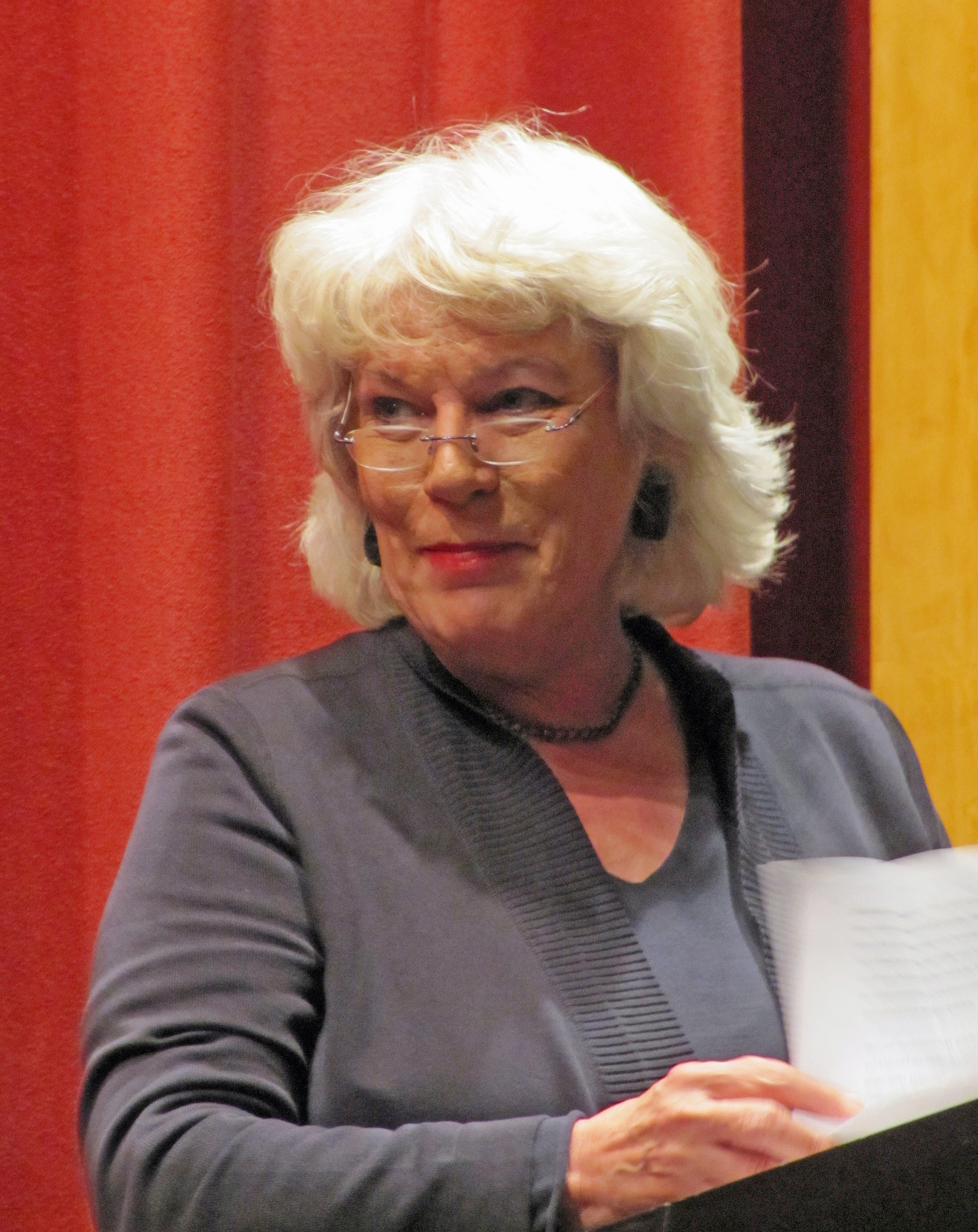
Jutta Ebeling im Oktober 2010

Jutta Ebeling (* 25. Juli 1946 in Streitberg (Wiesenttal)) ist eine deutsche Politikerin von Bündnis 90/Die Grünen und war von Mai 2006 bis Februar 2012 Bürgermeisterin von Frankfurt am Main.

## Ausbildung und Beruf
Jutta Ebeling besuchte die Ziehenschule in Frankfurt am Main, wo sie 1966 das Abitur ablegte. Danach studierte sie von 1966 bis 1972 an der Johann Wolfgang Goethe-Universität in Frankfurt am Main und an der Universität in Tübingen Germanistik, Philosophie und Politikwissenschaften. 1974 legte Jutta Ebeling das Zweite Staatsexamen für das Lehramt an Gymnasien ab.
Von 1974 bis 1989 war Jutta Ebeling u. a. Lehrerin an der Integrierten Gesamtschule in Mörfelden-Walldorf, an der Gymnasialen Oberstufe Groß Gerau und an der Carl-Schurz-Schule in Frankfurt am Main.

## Politik
Jutta Ebeling trat 1984 bei den Grünen ein. Nach der Frankfurter Kommunalwahl 1989, in der SPD und Grüne die CDU als Regierungspartei ablösten, wurde Jutta Ebeling am 15. Juni 1989 zur Dezernentin für Schule und Bildung gewählt.
1995 wurde Ebeling wiedergewählt und erhielt zusätzlich noch das Dezernat für Multikulturelle Angelegenheiten hinzu. Im Rahmen einer neuen Magistratsverteilung entzog ihr Oberbürgermeisterin Petra Roth 2000 das Dezernat für Multikulturelle Angelegenheiten. Nachfolger wurde Albrecht Magen. Ebeling erhielt stattdessen die Zuständigkeit für die Bibliotheken.
Nach der Kommunalwahl 2001 und der Bildung des Viererbündnisses aus CDU, SPD, Grünen und FDP wurde Jutta Ebeling zur Dezernentin für Bildung, Umwelt und Frauen.
Nach der Kommunalwahl 2006 und der Bildung einer Schwarz-Grünen Koalition wurde Jutta Ebeling am 13. Juli 2006 zur Bürgermeisterin der Stadt Frankfurt am Main gewählt. Als Dezernentin leitete sie das Dezernat für Bildung und Frauen. Am 2. Februar 2012 wurden von der Stadtverordnetenversammlung Sarah Sorge als Dezernentin und Olaf Cunitz als Bürgermeister zu ihren Nachfolgern gewählt.